# جورج جاكسون (سياسي)
جورج جاكسون (بالإنجليزية: George Jackson)‏ هو محامي وسياسي أمريكي، ولد في 9 يناير 1757 في الولايات المتحدة، وتوفي في 17 مايو 1831 في نفس البلد. انتخب عضو مجلس نواب الولايات المتحدة عن ولاية فرجينيا وانتخب عضو مجلس نواب أوهايو وانتخب عضو مجلس النواب الأمريكي.